# シュテファン大聖堂
座標: 北緯48度12分29.9秒 東経16度22分22秒 / 北緯48.208306度 東経16.37278度

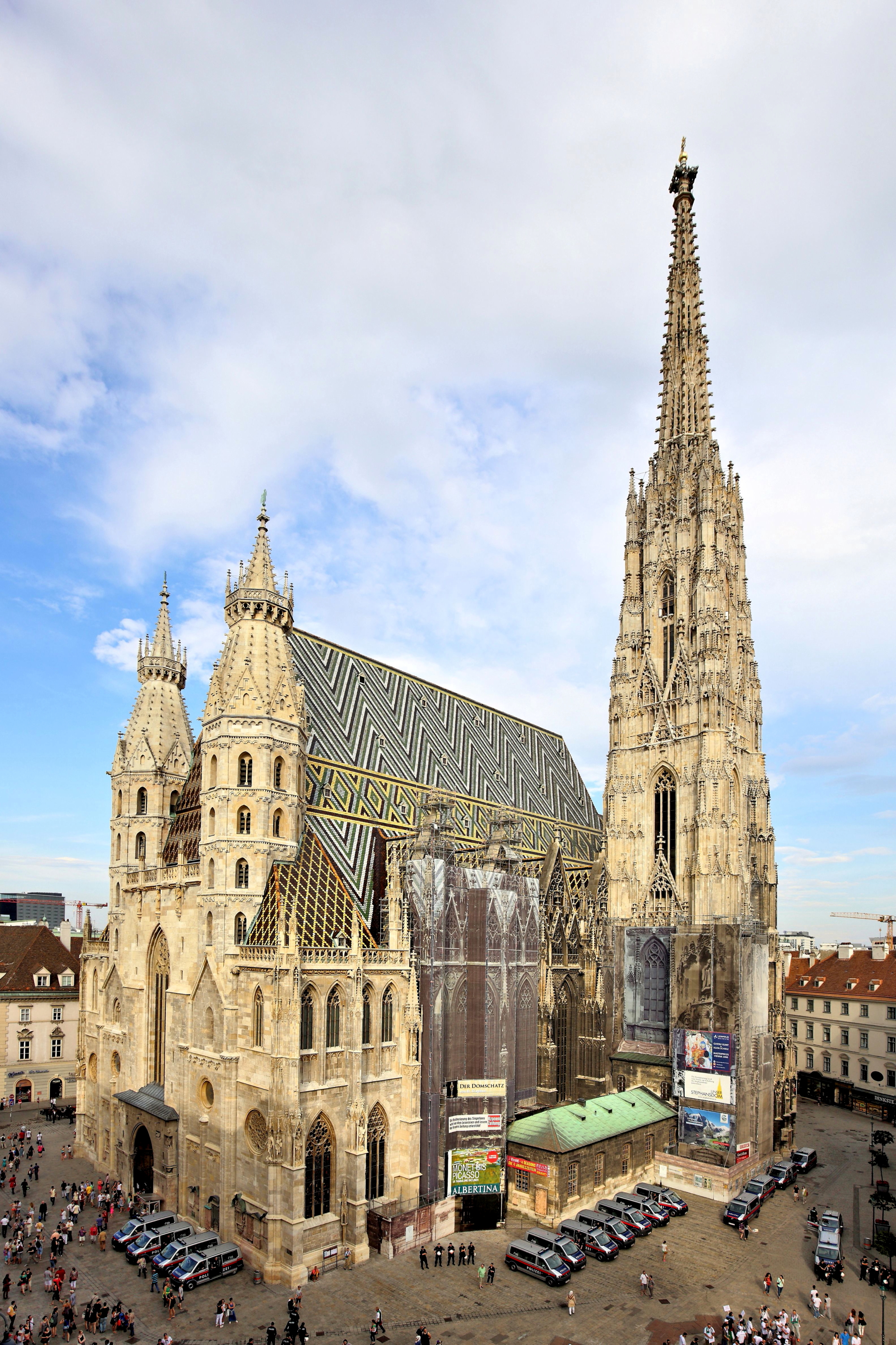
シュテファン大聖堂

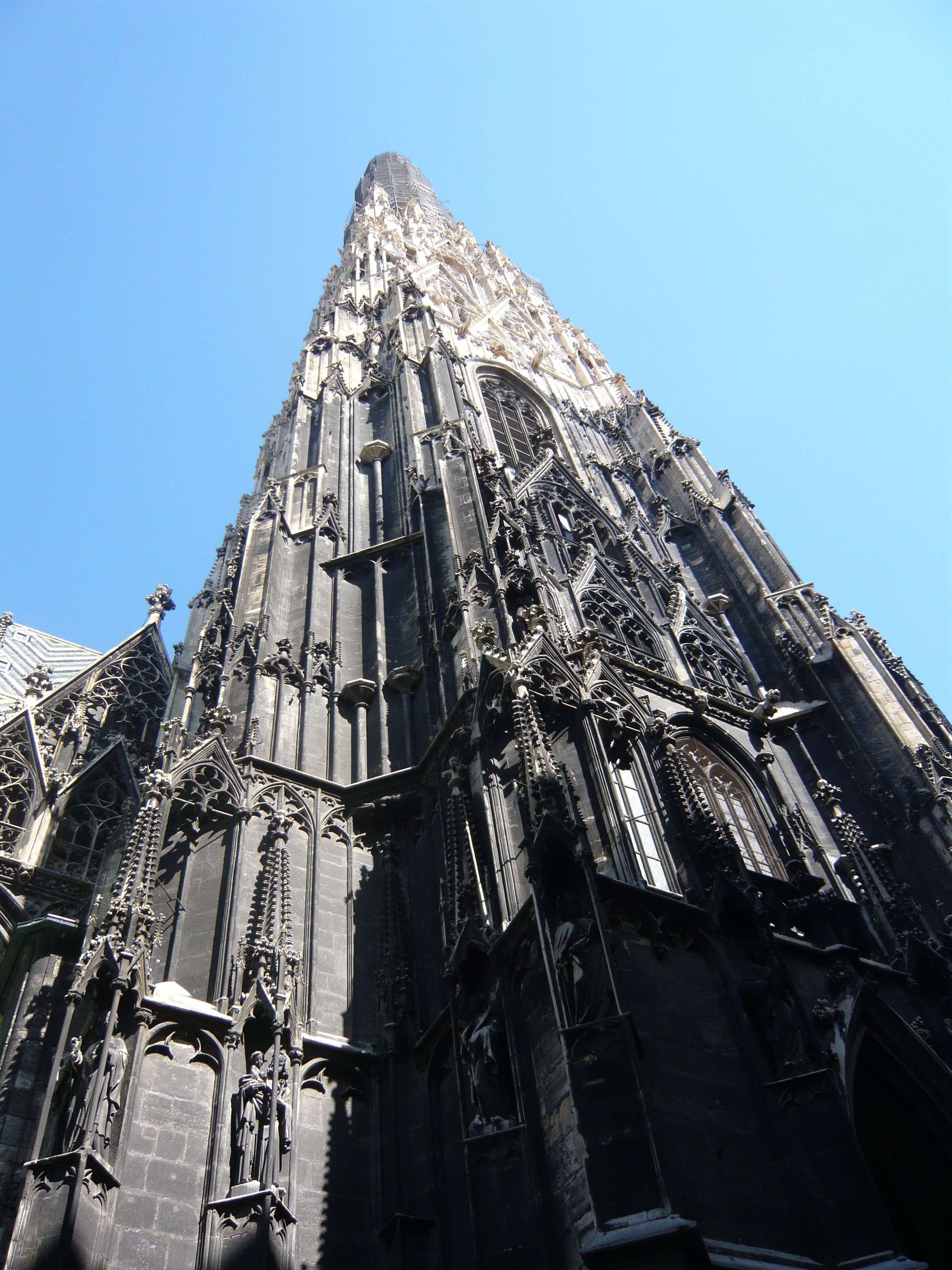
近景

シュテファン大聖堂（シュテファンだいせいどう、ドイツ語: Stephansdom）は、オーストリアの首都ウィーンにあるゴシック様式の大聖堂。ウィーン大司教区の司教座聖堂である。シュテファン寺院とも呼ばれる。
ウィーンのシンボルで、その観光名所のひとつである。この聖堂を含むリング (Ring) と呼ばれるウィーン歴史地区は2001年にユネスコの世界遺産に登録された。ハプスブルク家の歴代君主の墓所であるほか、ヴォルフガング・アマデウス・モーツァルトとコンスタンツェ・ウェーバーの結婚式が行われ、また葬儀が行われた聖堂としても知られている。
オーストリア公ルドルフ4世の命によって建造されたこの聖堂は、1359年に65年がかりで南塔が完成。136.7メートルの高さをもち、教会の塔としてはウルム大聖堂（161メートル)、ケルン大聖堂（157メートル）についで世界で3番目の高さがある。

## 楽長
聖堂での音楽会はカペルマイスター（楽長）の指揮する付属オーケストラ・合唱団が中心となっている。晩年のモーツァルトが副楽長に一時就任したことがあり、楽長はウィーンの音楽界で高い地位にあった。歴代の記録が残っていて、ウィーン古典派時代の楽長とその在任年は次のとおり。その後の楽長については、聖堂楽長（独語） を参照。
- ヨハン・ヨーゼフ・フックス 1712-1715
- ゲオルク・ロイター1世（ドイツ語版） 1715-1738?
- ゲオルク・ロイター2世 1736?-1772
- レオポルト・ホフマン 1772-1793
- ヨハン・ゲオルク・アルブレヒツベルガー 1793-1809

以後の楽長のうち、著名な人。
- ヨハン・ゲンスバッハー（ドイツ語版） 1823-1844
- ゴットフリート・フォン・プライアー（ドイツ語版） 1853-1901

## 建築様式
外観はゴシック様式で、内部の祭壇はバロック様式である。12世紀から建造が始まったこの聖堂で最古のものは13世紀の後期ロマネスク正面入口の門である。第二次世界大戦では直接の爆撃は受けることはなかったが、延焼により南塔にあったプムメリンという大きな鐘が落下するなど大きなダメージを受け、戦後寄付などにより再建修復が行われている。

## プムメリン
建造当時、南塔にあった大きな鐘。1683年にトルコ軍(当時はオスマン帝国軍)が敗退した際に残していった大砲などの武器を溶かし鋳造した。北塔のエレベータで上がると見ることが出来る。

## カタコンベ
地下室。1679年にペストがヨーロッパ中に蔓延した際、ウィーンでは約15万人の死者がでた。この地下室にはペストで死んだ人々約2,000体の遺骨と、ウイーンの司教、ハプスブルク家の心臓以外の内臓が保管されている。カタコンベの見学者のためのガイドツアーが一日数回行われている。

## その他
- 2008年1月16日、サラ・ブライトマンがここでコンサートを開催した。この模様は2009年にNHK-BSで放映された。

## 観光
- 月〜土曜日：6:00〜22:00
- 日曜日・祝日：7:00〜22:00
- 入場料：無料

### 北塔エレベータ
- 営業時間
  - 4〜10月：8:30〜18:00
  - 11〜3月：8:30〜17:00
- 料金：4 ユーロ

### 南塔
343段の螺旋階段を登る。外観から分かる通り、それ相応の疲労を考えておかなければならない。
- 9:00〜17:00（入場は16:30まで）
- 料金：3.5 ユーロ

## ギャラリー

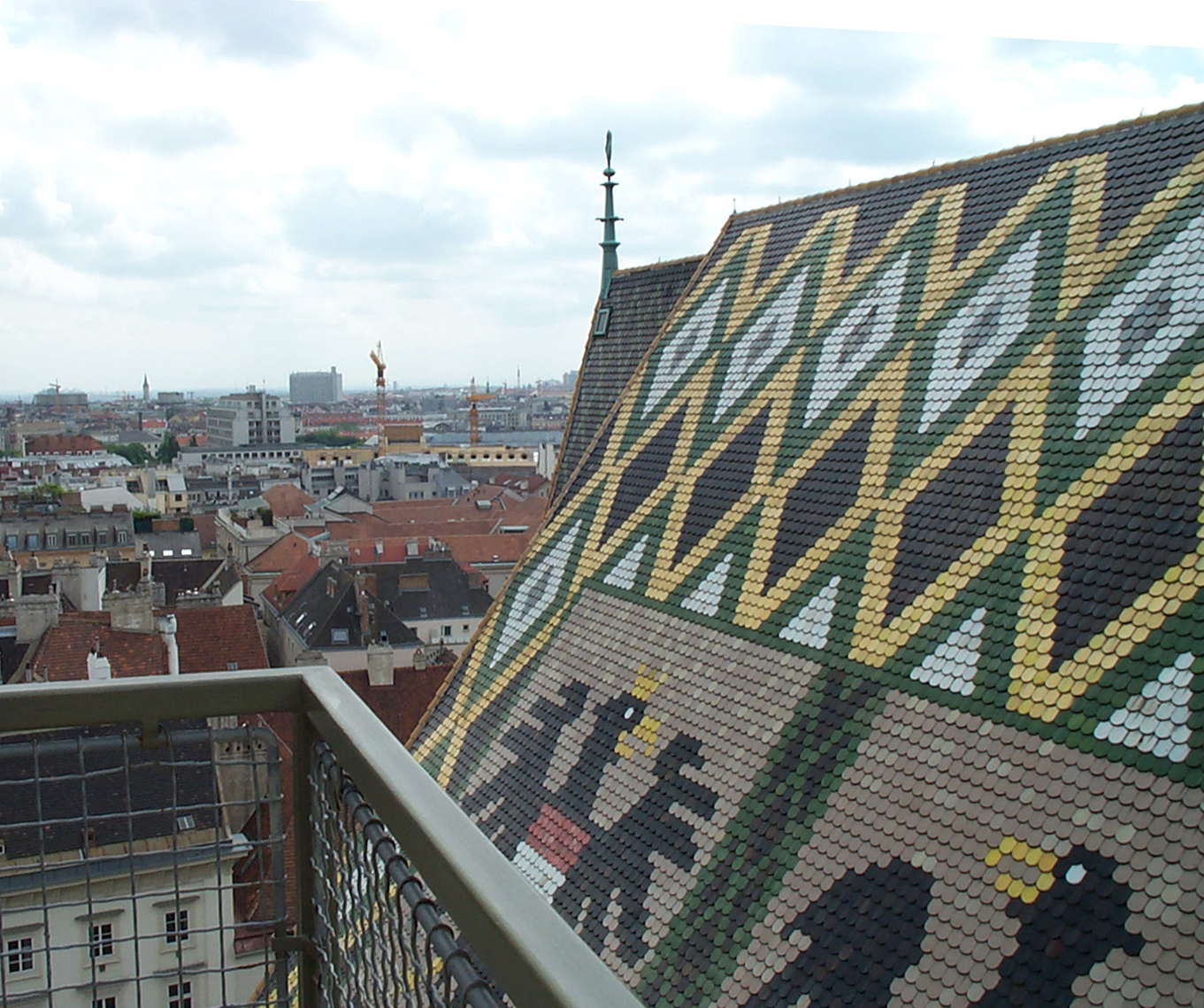
屋根瓦で描いたモザイクの様な紋章
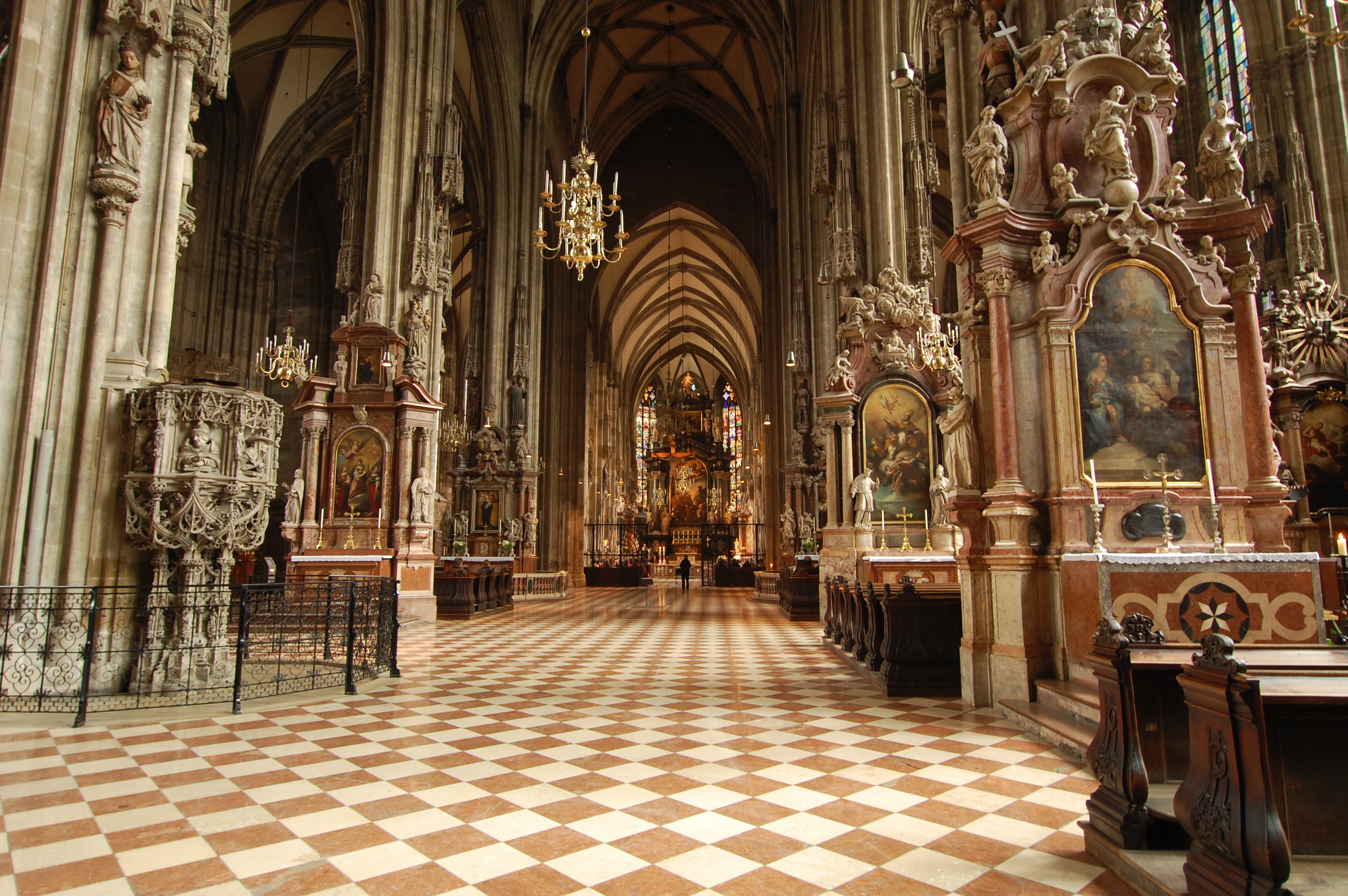
内部
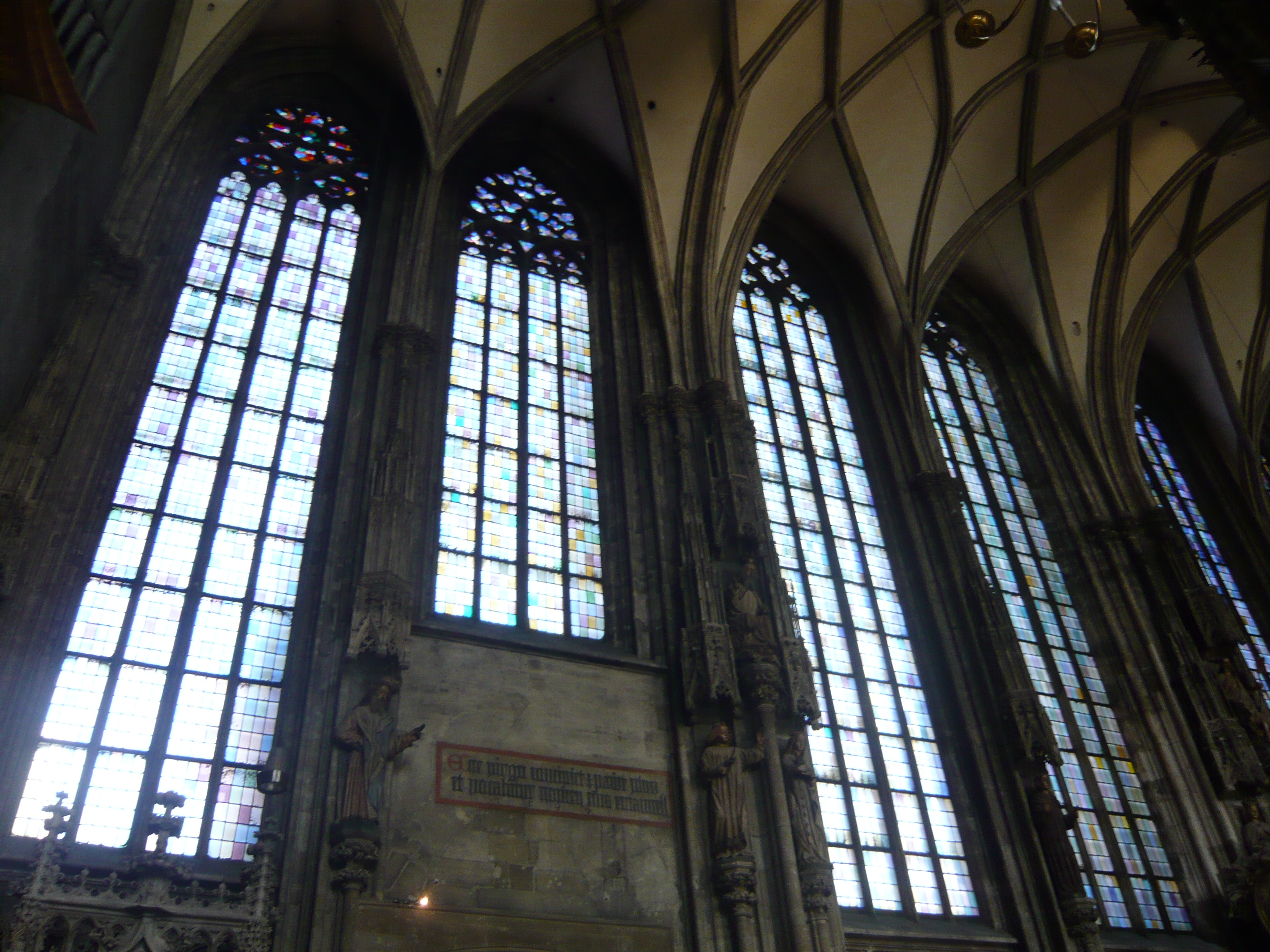
ステンドグラス
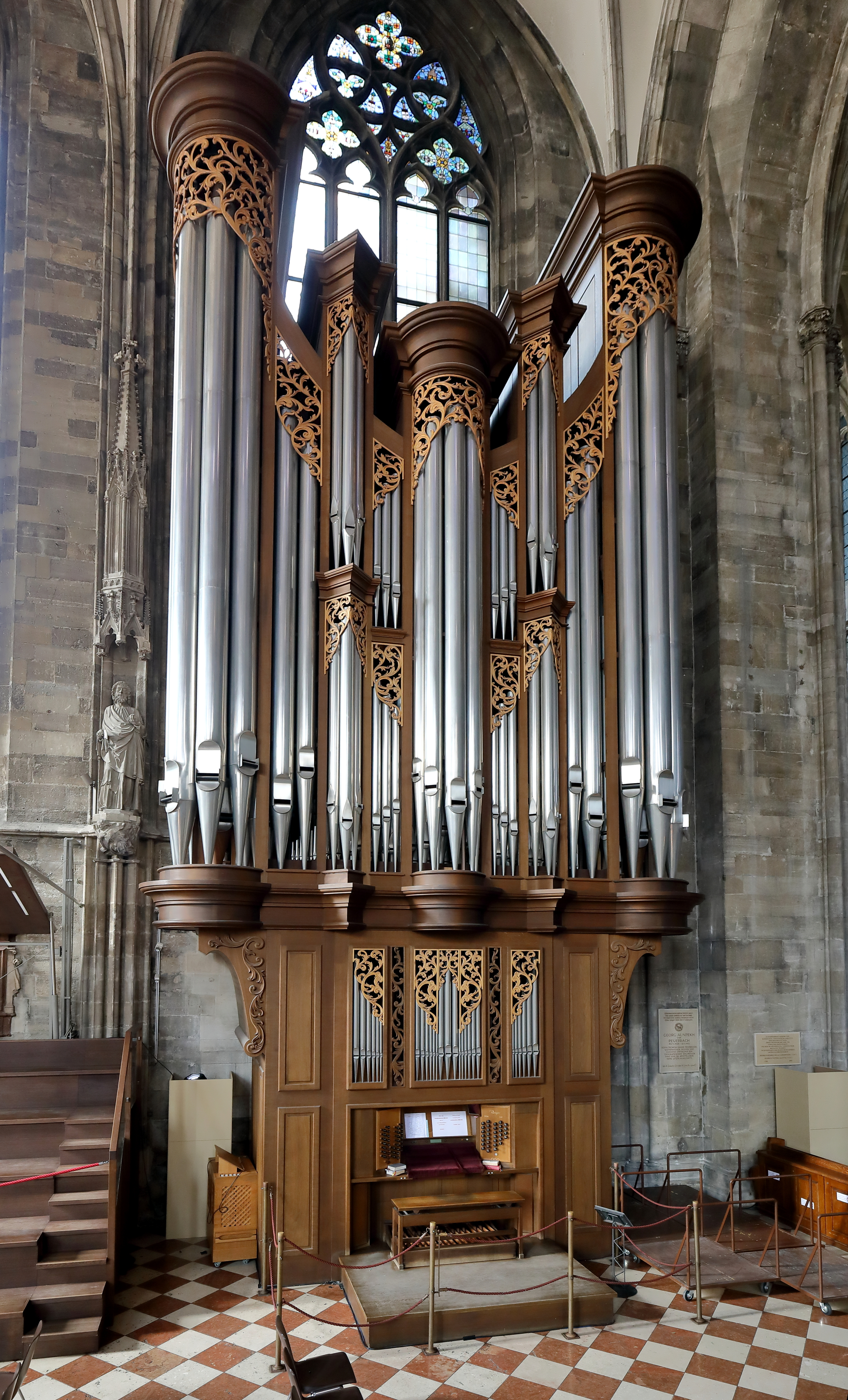
パイプオルガン
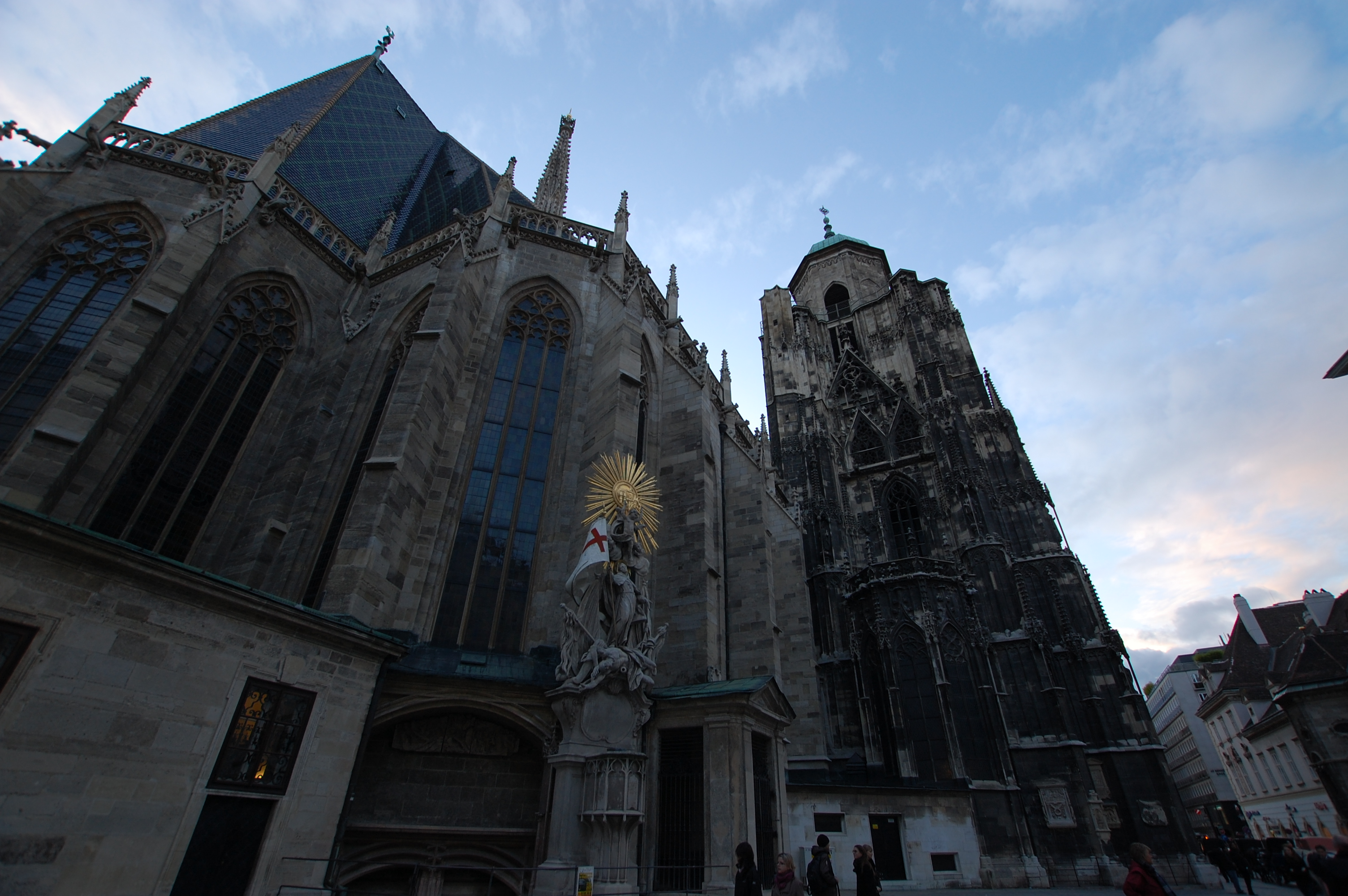
外部